# Cryomorphaceae
Die Cryomorphaceae sind eine Familie von Bakterien. Die Typusgattung ist Cryomorpha.

## Erscheinungsbild
Der Gram-Test ist negativ. Einige Arten sind durch Gleiten motil, andere sind nicht motil. Die Zellen sind stäbchenförmig, bei einigen Arten werden Filamente aus mehreren Zellen gebildet, z. B. von Fluviicola taffensis. Sporen werden nicht gebildet. Die Kolonien sind durch Karotinoide gelb oder orange gefärbt. Die meisten Arten benötigen Salzwasser für das Wachstum.

## Vermehrung und Stoffwechsel
Sie sind strikt aerob oder fakultativ anaerob. Bei anaeroben Wachstum werden Kohlenhydrate fermentiert. Der Stoffwechsel ist chemo-organotroph.

## Vorkommen
Die Arten kommen in vielen marinen Habitaten vor, z. B. im Seewasser, marinen Sedimenten und Küstensand. Die Art Phaeocystidibacter luteus wurde von der Meeresalge Phaeocystis globosa isoliert. Crocinitomix wurde in verschiedenen polaren Habiten gefunden. Fluviicola wurde vom Süßwasser isoliert. Die meisten Arten sind in der Lage unter niedrigen Temperaturen zu wachsen, z. B. liegen die Temperaturen für das Wachstum von Fuviicola zwischen 4 und 25 °C, das Optimum liegt bei ca. 20 °C. Bei Cryomorpha ignava liegen die für  das Wachstum benötigten Temperaturen zwischen −2 and 22 °C, mit optimalen Wachstum bei 15–20 °C.

## Systematik
Aufgrund phylogenetischer Untersuchungen im Jahre 2016 wurde das Phylum Bacteroidetes umgestellt. Hierbei wurden mehrere Taxa neu erstellt. Unter anderem wurde hierbei die Familie der Cryomorphaceae aufgespalten, einige Gattungen wurden zu der neu geformten Familie der Crocinitomicaceae gestellt. Hierzu zählen die Gattungen Crocinitomix, Wandonia, Salinirepens, Fluviicola, Brumimicrobium und Lishizhenia.
Es folgt eine Liste einiger Gattungen der Familie Cryomorphaceae::
- Cryomorpha Bowman et al. 2003
- Luteibaculum Shahina et al. 2013
- Owenweeksia Lau et al. 2005
- Phaeocystidibacter Zhou et al. 2013
- Salibacter Lu et al. 2017
- Vicingus Wiese et al. 2018